# Grand Prix Jef Scherens 1982
La 18e édition du Grand Prix Jef Scherens a eu lieu le 19 septembre 1982. Elle a été remportée par le Belge Rudy Matthijs.

## Classement final
Rudy Matthijs remporte la course en parcourant les 214 km en 4 h 15 min 0 s à la vitesse moyenne de 40,761 km/h.
| Classement final | Classement final           | Classement final | Classement final                   | Classement final  |
|                  | Coureur                    | Pays             | Équipe                             | Temps             |
| ---------------- | -------------------------- | ---------------- | ---------------------------------- | ----------------- |
| 1er              | Rudy Matthijs              | Belgique         | Boule d'Or-Colnago                 | en 4 h 15 min 0 s |
| 2e               | Fons De Wolf               | Belgique         | Vermeer-Thijs-Gios                 | + 2 min 0 s       |
| 3e               | Ludwig Wijnants            | Belgique         | Boule d'Or-Colnago                 |                   |
| 4e               | Roger De Cnijf             | Belgique         | Vermeer-Thijs-Gios                 |                   |
| 5e               | Werner Devos               | Belgique         | Boule d'Or-Colnago                 |                   |
| 6e               | Jan Bogaert                | Belgique         | Europdecor                         |                   |
| 7e               | Dirk Heirweg               | Belgique         | Van de Ven-Moser                   |                   |
| 8e               | Jan Wijnants               | Belgique         | Boule d'Or-Colnago                 |                   |
| 9e               | Rudy Pevenage              | Belgique         | Capri Sonne-Eddy Merckx-Campagnolo |                   |
| 10e              | Jean-Philippe Vandenbrande | Belgique         | Splendor-Wickes                    |                   |
| modifier         |                            |                  |                                    |                   |